# باول ديفيس (سياسي أمريكي)
باول ديفيس (بالإنجليزية: Paul Davis)‏ هو محامي وسياسي أمريكي، ولد في 12 يوليو 1972 في ووودلاند في الولايات المتحدة. حزبياً، نشط في الحزب الديمقراطي. وقد انتخب عضو مجلس نواب كنساس.

## وصلات خارجية
- الموقع الرسمي